# باول غالاغير
باول غالاغير (بالإنجليزية: Paul Gallagher)‏ هو محامي أيرلندي، ولد في 20 مارس 1955 في ترالي ‏ في جمهورية أيرلندا. شغل منصب المدعي العام لأيرلندا في الفترة (14 يونيو 2007-9 مارس 2011).